# Three Cheers for the Irish
Pour plus de détails, voir Fiche technique et Distribution.
Three Cheers for the Irish est un film américain réalisé par Lloyd Bacon et sorti en 1940.

## Synopsis
Un jeune homme écossais et une jeune fille irlandaise risquent la colère de leur famille respective en se mariant.

## Fiche technique
- Titre original : Three Cheers for the Irish
- Réalisation : Lloyd Bacon
- Scénario : Richard Macaulay, Jerry Wald
- Direction artistique : Esdras Hartley (en)
- Costumes : Milo Anderson
- Photographie : Charles Rosher
- Montage : William Holmes
- Musique : Adolph Deutsch
- Production : Samuel Bischoff, Hal B. Wallis
- Société de production : Warner Bros.
- Société de distribution : Warner Bros.
- Pays de production :  États-Unis
- Langue originale : anglais
- Format : noir et blanc — 35 mm — 1.37:1 — son monophonique
- Genre : Comédie romantique
- Durée : 99 minutes
- Date de sortie :
  - États-Unis : 9 mars 1940

## Distribution

### Acteurs principaux
- Priscilla Lane : Maureen Casey
- Thomas Mitchell : Peter Casey
- Dennis Morgan : Angus Ferguson
- Virginia Grey : Patricia Casey
- Irene Hervey : Heloise Casey
- Alan Hale : Gallagher
- William Lundigan : Michael Flaherty
- Frank Jenks : Ed McKean
- Henry Armetta : Tony
- Morgan Conway : Joe Niklas
- Alec Craig : Callaghan
- J. M. Kerrigan : Scanlon
- Cliff Clark : Mara
- William B. Davidson : le commissaire de police
- Joe King : le capitaine de police

### Acteurs secondaires
- Ferike Boros : femme de l'immeuble (non crédité)
- Wade Boteler : le lieutenant de police Finnegan (non crédité)
- Edgar Buchanan : un invité (non crédité)
- Jimmy Conlin : Riley, un invité (non crédité)
- Joe Devlin : l'homma dans le bar avec Callagan (non crédité)
- Edward Gargan : le policier O'Brien (non crédité)
- William Gould : le sergent policier du bureau (non crédité)
- John Hamilton : Eddie, le juge (non crédité)
- Stuart Holmes : un invité (non crédité)
- J. Anthony Hughes : policier dans la voiture (non crédité)
- Frank Mayo : un invité (non crédité)
- Tom McGuire : l'homme hurlant que Casey est un escroc (non crédité)
- Walter Miller : le sergent de police (non crédité)
- Jack Mower : personne au rassemblement (non crédité)
- Wedgwood Nowell : docteur au St. Marks Hospital (non crédité)
- Bob Perry : Mike, le barman (non crédité)
- John J. Richardson : personne au rassemblement (non crédité)
- John Ridgely : photographe (non crédité)
- Ralph Sanford : policier conducteur (non crédité)
- John Sheehan : le boucher (non crédité)
- Tom Wilson : le lanceur de bouteille au bar (non crédité)
- Jack Wise : un invité (non crédité)